# Thorium (groupe)
Pour les articles homonymes, voir Thorium.
Thorium est un groupe danois de death metal, originaire de Copenhague.

## Histoire
Le groupe est formé fin 1997. Environ un an plus tard, les premiers concerts suivent, Thorium faisant notamment la première partie d'Artillery. Grâce à une démo composée de deux chansons, le groupe décroche un contrat avec Diehard Music. Durant l'été 1999, le groupe se rend au studio Grieghallen à Bergen, où Pytten et Herbrand Larsen d'Audrey Horne les ont encadrés en tant que producteurs. Les morceaux sont mixés par Jacob Hansen. L'album sort au début de l'année 2000 sous le nom de Oceans of Blasphemy. Comme le label soupçonnait des textes nazis derrière les chansons, il se sépare ensuite du groupe, mais le contrat est rapidement repris après que les accusations se soient révélées infondées. Le groupe est ensuite nommé « Best Newcomers of 2000 » dans le magazine allemand Rock Hard. Après la sortie du disque, le groupe se produit dans tout le Danemark et participe au festival Nuclear Storm en République tchèque. Trois ans plus tard, en janvier 2003, le groupe se rend au studio Exponent en Slovaquie pour enregistrer son prochain album avec les producteurs Tomáš Kmeť et Roman Slavik. À l'origine, les studios Red House étaient prévus à cet effet et Piotr « Peter » Wiwczarek de Vader comme producteur. Wiwczarek ayant dû se désister, le projet est abandonné.
Les morceaux sont ensuite enregistrés et masterisé par Tue Madsen. L'album sort sous le nom de Unleashing the Demons. Il contient comme dernière chanson la reprise de Cancer, Cancer Fucking Cancer. Durant l'été 2003, le groupe se produit aux festivals Party.San en Allemagne et Brutal Assault en République tchèque. Pendant ce temps, la faillite de Diehard Records oblige le groupe à mettre fin à sa collaboration avec le label et Morten Ryberg et Jesper Frost Jensen quittent Thorium. Fin 2005, le groupe fait son retour avec une démo de trois chansons, enregistrée en août au Berno Studio à Malmö sous la direction de Berno Paulsson. Ces enregistrements sont sortis en tant qu'EP sous le nom de Cast from Hell chez Mighty Music, un sous-label de Prutten Records. Le troisième album, intitulé Feral Creation, sort en février 2008 chez Mighty Music. On y entend Marcel Lech Lysgaard comme nouveau guitariste, Kaspar Boye « KB » Larsen comme nouveau bassiste et Nikolaj « Niko » Borg comme nouveau batteur. Le line-up est le même que celui de Withering Surface, un ancien groupe d'Andersen, en 1999.

## Style musical
Selon Joel McIver dans son ouvrage Extreme Metal II, le groupe propose un death metal habile et agressif. Dans une interview accordée au Rock Hard, Michael Hvolgaard « MHA » Andersen déclare qu'en créant Thorium, il voulait exprimer sa sympathie pour le death metal old school, raison pour laquelle il s'est entouré de musiciens ayant les mêmes goûts. Au départ, il est influencé par des groupes comme Pestilence, Deicide, Possessed, Morbid Angel et Darkthrone (en particulier Soulside Journey). Il essaye de combiner les meilleurs éléments du death metal scandinave et américain. Les paroles de Ocean of Blasphemy sont blasphématoires, bien qu'il ne se considère pas comme un sataniste, mais plutôt comme athée. Dans une interview de Rock Hard en 2008, Andersen déclare que les influences étaient à l'époque des groupes de death metal floridiens comme Deicide et Morbid Angel, ainsi que des groupes suédois comme Entombed ou At the Gates, alors que tout est maintenant plus contrôlé et plus mature, et que des groupes anglais comme Bolt Thrower et Napalm Death comptent plutôt parmi les influences principales.
Dans sa critique de Ocean of Blasphemy, Frank Albrecht du Rock Hard écrit que l'on y entend du death metal classique, avec des chansons généralement très rapides. L'album présente des structures claires, est accrocheur et méchant et parfois mélodique. Le groupe combine les riffs des groupes américains de death metal du début des années 1990 avec les groupes scandinaves du genre alors en vogue. Dans une édition ultérieure, Volkmar Weber critique Unleashing the Demons et constate des influences du death metal suédois et américain. De plus, des points communs avec Metallica et Slayer sont audibles et des blastbeats sont utilisés. Dans une autre critique de Feral Creation, Albrecht écrit que la musique restait fidèle au death metal classique des années 1990, avec un chant composé de growls classiques non gargarisés. La vitesse est presque toujours élevée. Les chansons ont une structure simple, mais sont techniquement exigeantes, et ne sont pas destinées aux fans de structures complexes du style Job for a Cowboy ou Nile. Matthias de metal.de ait également fait une critique de l'album. Le groupe joue, résume-t-il, du death metal classique qui alterne entre différents niveaux de vitesse. Le groupe est influencé par des représentants suédois et un peu américains du genre.

## Discographie
- 2000 : Ocean of Blasphemy (album, Diehard Records)
- 2002 : Unleashing the Demons (album, Diehard Records)
- 2003 : Checkpoint #4 (split avec Aurora Borealis, Gurd, Thorium, Koldborn et 2Ton Predator, Diehard Music)
- 2005 : Demo 2005 (démo, Eigenveröffentlichung)
- 2007 : Cast from Hell (single, Prutten Records)
- 2008 : Feral Creation (ayubum, Mighty Music)
- 2022 : Danmark (album, Emanzipation)